# Drepanosticta khaochongensis
Drepanosticta khaochongensis – gatunek ważki z rodziny Platystictidae.